# DFB-Jugend-Kicker-Pokal 1987/88
Der DFB-Jugend-Kicker-Pokal 1988 war die 2. Auflage dieses Wettbewerbes. In der Neuauflage des letztjährigen Endspiels verteidigte der 1. FC Nürnberg in Fürth seinen Titel durch ein 1:0 gegen Borussia Mönchengladbach erfolgreich.

## Teilnehmende Mannschaften
Am Wettbewerb nahmen die Juniorenpokalsieger bzw. dessen Vertreter aus den damaligen 16 Landesverbänden des DFB teil:

Der Hamburger SV trat mit der U17 an, da die U18 an der Deutschen A-Jugendmeisterschaft teilnahm.
| Regionalverband Nord                                                                                             | Regionalverband West                                                                         | Regionalverband Südwest                                                                      | Regionalverband Süd | Berlin                        |
| --- | -------------------------------------------------------------------------------------------- | -------------------------------------------------------------------------------------------- | --- | ----------------------------- |
| - Schleswig-Holstein: Holstein Kiel - Hamburg: Hamburger SV - Bremen: TuRa Bremen - Niedersachsen: VfL Osnabrück | - Westfalen: VfL Bochum - Mittelrhein: TuS Höhenhaus - Niederrhein: Borussia Mönchengladbach | - Rheinland: VfR Eintracht Koblenz - Südwest: Mainzer TV von 1817 - Saarland: SC Großrosseln | - Hessen: SG 01 Hoechst - Baden: SV Waldhof Mannheim - Südbaden: SC Pfullendorf - Württemberg: Stuttgarter Kickers - Bayern: 1. FC Nürnberg | - Berlin: Blau-Weiß 90 Berlin |

## Achtelfinale
| Gruppe Nord-West:   |                        |                       |                          |
| So 19.06., 11:00    | TuS Höhenhaus          | 0:1                   | Holstein Kiel            |
| So 19.06., 11:00    | VfL Bochum             | 2:6                   | Borussia Mönchengladbach |
| So 19.06., 11:00    | VfL Osnabrück          | 1:2                   | Hamburger SV             |
| So 19.06., 11:00    | Blau-Weiß 90 Berlin    | 5:1                   | TuRa Bremen              |
| Gruppe Süd-Südwest: |                        |                       |                          |
| Sa 18.06., 18:00    | SC Pfullendorf         | 3:2                   | VfR Eintracht Koblenz    |
| So 19.06., 11:00    | 1. FC Nürnberg         | 7:2                   | SC Großrosseln           |
| So 19.06., 10:30    | SV Stuttgarter Kickers | 2:2 n. V. (6:7 i. E.) | SV Waldhof Mannheim      |
| Sa 18.06., 16:00    | Mainzer TV von 1817    | 3:1                   | SG 01 Hoechst            |

## Viertelfinale
| Gruppe Nord-West:   |                     |           |                          |
| So 26.06., 11:00    | Holstein Kiel       | 1:5       | Borussia Mönchengladbach |
| So 26.06., 11:00    | Hamburger SV        | 1:0       | Blau-Weiß 90 Berlin      |
| Gruppe Süd-Südwest: |                     |           |                          |
| So 26.06., 10:30    | SC Pfullendorf      | 1:7       | 1. FC Nürnberg           |
| So 26.06., 10:30    | SV Waldhof Mannheim | 0:1 n. V. | Mainzer TV von 1817      |

## Halbfinale
| Gruppe Nord-West:   |                          |           |                     |
| So 03.07., 11:00    | Borussia Mönchengladbach | 3:0       | Hamburger SV        |
| Gruppe Süd-Südwest: |                          |           |                     |
| So 03.07., 10:30    | 1. FC Nürnberg           | 3:2 n. V. | Mainzer TV von 1817 |

## Finale
| Paarung                  | 1. FC Nürnberg – Borussia Mönchengladbach |
| Ergebnis                 | 1:0 (0:0) |
| Datum                    | Freitag, 8. Juli 1988 um 18:30 Uhr |
| Stadion                  | Sportpark Ronhof, Fürth |
| Zuschauer                | 1.500 |
| Schiedsrichter           | Werner Föckler (Weisenheim am Sand) |
| Tore                     | 1:0 Stefan Herion (73.) |
| 1. FC Nürnberg           | Michael Beims – Bernd Meyer – Stefan Messingschlager, Jürgen Stirnweiß – Holger Baumgartl, Jochen Thomas, Mathias Plössner, Thomas Ziemer (41. Stefan Herion), Dieter Bernhardt (48. Reinhold Schneider) – Yener Sentürk, Frank Türr Cheftrainer: Dieter Lieberwirth |
| Borussia Mönchengladbach | Küpper – Fückler – Lutz Wingerath, Olaf Becker – Rolf Brzezinski, Dirk Heckermann, Jörg Albertz (75. Reidt), Karlheinz Pflipsen, Schmidt – Olaf Weber (84. Steinberg), René Wieland Cheftrainer: Ulrich Sude                                                         |